# دام (فیلم ۱۹۲۸)
دام (انگلیسی: The Noose) فیلمی در ژانر درام به کارگردانی جان فرانسیس دیلان است که در سال ۱۹۲۸ منتشر شد. از بازیگران آن می‌توان به ریچارد بارتلمس، تلما تود، آلیس جویس، لینا بسکت و رومن فیلدینگ اشاره کرد.